# Bigelow (Arkansas)
Bigelow es un pueblo ubicado en el condado de Perry en el estado estadounidense de Arkansas. En el Censo de 2010 tenía una población de 329 habitantes y una densidad poblacional de 150,69 personas por km².

## Geografía
Bigelow se encuentra ubicado en las coordenadas 34°59′53″N 92°37′52″O / 34.99806, -92.63111. Según la Oficina del Censo de los Estados Unidos, Bigelow tiene una superficie total de 2.18 km², de la cual 2.18 km² corresponden a tierra firme y (0%) 0 km² es agua.

## Demografía
Según el censo de 2010, había 329 personas residiendo en Bigelow. La densidad de población era de 150,69 hab./km². De los 329 habitantes, Bigelow estaba compuesto por el 97.57% blancos, el 0.61% eran afroamericanos, el 0.91% eran amerindios y el 0.61% eran asiáticos.